# Benjamín Rojas (calciatore)
Benjamín Ignacio Rojas Ferrera (Santiago del Cile, 1º marzo 2001) è un calciatore cileno, difensore dell'Académico de Viseu.

## Caratteristiche tecniche
È un terzino destro.

## Carriera

### Club
È cresciuto nel settore giovanile del Palestino con cui ha debuttato l'8 novembre 2020 nell'incontro di Primera División perso 4-1 contro l'Universidad Católica. Nel 2021 è passato in prestito in seconda divisione al Barnechea per giocare con maggior continuità. Rientrato al Palestino, ha rinnovato il contratto ed ha iniziato a giocare con buona costanza debuttando anche nelle competizioni internazionali nel 2023.
Il 21 febbraio 2025 è stato acquistato a titolo definitivo dal Pogoń Stettino.

### Nazionale
Ha giocato con la nazionale cilena Under-20.

## Statistiche

### Presenze e reti nei club
Statistiche aggiornate al 23 febbraio 2025.
| Stagione         | Squadra          | Campionato       | Campionato | Campionato | Coppe nazionali | Coppe nazionali | Coppe nazionali | Coppe continentali | Coppe continentali | Coppe continentali | Altre coppe | Altre coppe | Altre coppe | Totale | Totale | Totale |
| Stagione         | Squadra          | Comp             | Pres       | Reti       | Comp            | Pres            | Reti            | Comp               | Pres               | Reti               | Comp        | Pres        | Reti        | Pres   | Reti   |        |
| ---------------- | ---------------- | ---------------- | ---------- | ---------- | --------------- | --------------- | --------------- | ------------------ | ------------------ | ------------------ | ----------- | ----------- | ----------- | ------ | ------ | ------ |
| 2020             | Palestino        | PD               | 1          | 0          | CC              | 0               | 0               | CL                 | 0                  | 0                  | -           | -           | -           | 1      | 0      |        |
| 2021             | Barnechea        | PB               | 16         | 1          | CC              | 3               | 0               | -                  | -                  | -                  | -           | -           | -           | 19     | 1      |        |
| 2022             | Palestino        | PD               | 20         | 0          | CC              | 2               | 0               | -                  | -                  | -                  | -           | -           | -           | 22     | 0      |        |
| 2023             | Palestino        | PD               | 19         | 0          | CC              | 1               | 0               | CS                 | 5                  | 0                  | -           | -           | -           | 25     | 0      |        |
| 2024             | Palestino        | PD               | 24         | 0          | CC              | 5               | 0               | CL+CS              | 8+4                | 0                  | -           | -           | -           | 41     | 0      |        |
| Totale Palestino | Totale Palestino | Totale Palestino | 64         | 0          |                 | 8               | 0               |                    | 17                 | 0                  |             | 0           | 0           | 89     | 0      |        |
| gen.-giu. 2025   | Pogoń Stettino   | EK               | 0          | 0          | CP              | 0               | 0               | -                  | -                  | -                  | -           | -           | -           | 0      | 0      |        |
| Totale carriera  | Totale carriera  | Totale carriera  | 80         | 1          |                 | 11              | 0               |                    | 17                 | 0                  |             | 0           | 0           | 108    | 1      |        |